# ハワイ大学ヒロ校
ハワイ大学ヒロ校（はわいだいがくひろこう、英語: University of Hawaiʻi at Hilo）は、ハワイ州ヒロに本部を置くアメリカ合衆国の州立大学。1941年創立、1941年大学設置。大学の略称はUHH, UH Hilo。

## 概要
ハワイ大学システム（University of Hawaiʻi System）に所属する大学の１つで、略称は「UHH」又は「UH Hilo」。1941年「Hawaii College」として設立され、1970年「University of Hawaiʻi at Hilo」に改名された。 1976年米国西部地域私立学校大学協会（Western Association of Schools and Colleges）の認定校となり、現在まで継続して認可を受けている。約3,500人の学部生と約550人の院生が在籍している。教職員数は約300人。ハワイ大学ヒロ校は、多様性と国際性に富み、2018年『Chronicle of Higher Education』によって全米で最も多様な民族が集まる４年制公立大学とランク付けされた。
学部レベルでは38学科、大学院レベルでは８研究科があり、海洋学、生物学、運動学、政治学、社会学、心理学、コミュニケーション学が学生の人気が高い専攻となっている。春と秋のセメスター制で、20人ほどの少人数のクラスが特徴で、地元学生、アメリカ本土からの学生、それに留学生が常に一緒に学んでいる。全米で唯一のハワイ語学研究科博士課程を持つ大学院を設置している。著名な教授陣には、「ハワイ語復興の祖父」と呼ばれているラリー・キムラがいる。
ハワイ大学ヒロ校は独立した研究・教育機関であり、ハワイ大学マノア校の分校ではない。キャンパス内に2年制短期大学のハワイ・コミュニティーカレッジ・ヒロ校が同居していて、様々な施設や講座を共有している。 エドウィン・ H・モオキ二図書館には「ハワイアン・コレクション」があり、ハワイの言語、文化、歴史、美術、音楽などの書籍や資料が所蔵されている。

## 組織
- College of Agriculture, Forestry, and Natural Resource Management (農林自然資源保護学部)
- College of Arts and Sciences (人文科学部)
- College of Business and Economics (商業経済学部)
- College of Natural and Health Sciences (自然健康科学部)
- Ka Haka ʻUla O Keʻelikōlani, College of Hawaiian Language (ハワイ語学部)
- College of Continuing Education and Community Service (生涯教育・社会奉仕学部)
- Daniel K. Inouye College of Pharmacy (ダニエル・K・イノウエ薬学部)

## 歴代学長
- Paul M. Miwa (1970-1975)
- Edwin H. Mookini (1976-1979)
- Stephen R. Mitchell (1979-1984)
- Ralpha M. Miwa (1984-1986)
- Edward J. Kormondy (1986-1993)
- Kenneth Perrin (1993-1998)
- Rose Y. Tseng (1998-2010)
- Donald O. Straney (2010-2017)
- Marcia Y. Sakai (2017-2019)
- Bonnie D. Irwin (2019-現在) [6]

## 対外関係
グローバル教育・交流センター（Center for Global Education and Exchange）があり多くの外国の大学と提携し、スタディー・アブロード（Study Abroad）を推奨している。アメリカの大学の中でも留学生の比率が高い大学で、37ヵ国から約250名が在籍している。日本の東京学芸大学、立教大学、東京電機大学、城西国際大学、南山大学、同志社大学、京都産業大学、県立広島大学、比治山大学、吉備国際大学、松山大学、西南学院大学、九州保健福祉大学、琉球大学、名桜大学等と交換留学プログラムがある。日本人留学生数は約50名。

## キャンパス
緑に囲まれたキャンパスは、ハワイ島（Big Island of Hawaiʻi）にある人口約4万人のヒロ市にあり、ヒロ国際空港（Hilo International Airport）から車で約10分。ホノルルに次ぐハワイ諸島第二の港湾都市に位置し、日系人も多い。ハワイ島には熱帯雨林や火山があり、天候が変わりやすい。近くにはリリウオカラニ公園（Liliʻuokalani Park）、ココナッツ・アイランド（Coconut Island）、レインボー滝などがある。

## 施設
- Campus Center
- Edwin H. Mookini Library and Media Center
- イミロア天文学センター
- Performing Arts Center and Theatre
- Student Life Center and Pool